# 闵姓
闵姓，中文及韓文的姓氏，在《百家姓》中排名第132位。

## 延伸阅读
[在维基数据编辑]
 《百家姓》
 《欽定古今圖書集成·明倫彙編·氏族典·閔姓部》，出自陈梦雷《古今圖書集成》

## 參看
- 驪興閔氏：韓國的一個家族